# 490 a.C.

## Eventos

A manobra ateniense na Batalha de Maratona

- Aristides, arconte de Atenas (490 - 489 a.C.)[1]
- Espúrio Lárcio, pela segunda vez, e Quinto Sulpício Camerino, cônsules romanos.[2]

### Guerras Médicas
- Os persas capturam Naxos e várias outras ilhas, incendiando as casas e templos, e levando homens e crianças como escravos, apenas Delos é poupada.[3]
- Os persas tomam Erétria, após sete dias de cerco.[3]
- Os persas atacam a Ática e causam muita destruição, e são guiados por Hípias, filho de Pisístrato para a planície de Maratona.[3]
- Batalha de Maratona, entre Persas e Gregos, favorável aos últimos. Pelos gregos lutaram forças de Atenas e Plateia. Miltíades era o comandante dos gregos. Morreram cento e noventa e dois gregos e seis mil e quatrocentos persas.[3]
- Os persas fogem para seus navios que são afundados ou capturados. Do total de trezentos mil persas, morreram duzentos mil.[3][Nota 1]
- Dátis e Artafernes retornam à Ásia levando os escravos de Erétria para Susa. Segundo Ctésias, Dátis morreu em Maratona.[3]

### Roma
- Ocorrem vários prodígios em Roma.[2]
- Uma peste afeta o gado, porém com poucas vítimas humanas.[4]
- Tito Latino, um homem idoso e doente, é levado ao Senado e conta a mensagem que havia recebido em sonho de Júpiter, de que o deus estava estava irritado com quem eles haviam escolhido como líder das danças festivas em sua honra, e que seu filho, um jovem belo e saudável, havia sido morto pelo deus como punição por ele não ter enviado esta mensagem antes. Após comunicar a visão do deus, Tito Latino se curou da sua doença e voltou andando para casa.[5]
- Após investigação, foi descoberto que o líder da dança era um escravo que havia sido publicamente punido, na frente da procissão do deus.[6]
- A expiação do erro foi impor uma pesada multa, e organizar uma nova procissão, com os custos sendo pagos pelo senhor do escravo.[7]

## Nascimentos
- Fídias, escultor grego (data aproximada) [carece de fontes?]

## Mortes
- Hípias, que havia sido tirano de Atenas, lutando pelos persas.[3]
- Possivelmente Dátis, comandante dos persas na Batalha de Maratona.[3][Nota 2]